# Im Reiche des silbernen Löwen I–II
Im Reiche des silbernen Löwen I–II bilden die ersten beiden Bände der „Im Reiche des silbernen Löwen“-Tetralogie von Karl May. Diese zählen zu den klassischen Reiseerzählungen im Gegensatz zu den letzten beiden, dem Spätwerk angehörigen Bänden III und IV.

## Text und Textgeschichte
Als sich im Frühherbst 1898 abzeichnete, dass der als „Jubiläumsband“ XXV der Gesammelten Reiseerzählungen konzipierte Roman Am Jenseits auf keinen Fall mehr rechtzeitig für das gewinnträchtige Weihnachtsgeschäft zur Verfügung stehen würde, sollte die soeben in den letzten beiden Jahrgängen des Deutschen Hausschatzes veröffentlichte Reiseerzählung Im Reiche des silbernen Löwen die Lücke füllen. Fehsenfelds Vorschlag, die beiden geplanten Bände in die fortlaufende Nummerierung einzuordnen und damit als Band XXV/XXVI an „Weihnacht!“ (Bd. XXIV) anzuschließen, wurde von May abgelehnt.
Am 19. November 1898 erschien im Verlag Friedrich Ernst Fehsenfeld als Band 26 von Karl May’s Gesammelten Reiseerzählungen der erste Band von Im Reiche des silbernen Löwen. Der zweite Band folgte Mitte Dezember 1898. Band III wurde erst am 9. August 1902 (nach der Orientreise) veröffentlicht. Am 1. Oktober 1903 erschien dann die Buch-Erstausgabe von Band IV. Der Silberlöwe-Zyklus war damit abgeschlossen.
Die einzelnen Textteile der ersten beiden Bände entstanden in den Jahren 1893 bis 1898 und stehen für unterschiedliche Entwicklungsstufen von Mays Schreibweise.
Das erste Drittel von Band I übernahm May aus seiner im Deutschen Hausschatz veröffentlichten Erzählung Im Reiche des silbernen Löwen. Die Überschrift der Ersten Abteilung lautete Die Rose von Schiras und beschrieb die Erlebnisse Old Shatterhands unmittelbar nach dem Tode Winnetous.
Bald nach dem Beginn des dritten Kapitels von Band I unterbrach May den Hausschatz-Text und fügte für die Buchausgabe eine Erzählung ein, die bereits 1895 entstanden und unter dem Titel Scheba et Thar im Regensburger Marienkalender 1898 erschienen war. Die Übersetzung des Titels gab dem Kapitel die Überschrift: Der „Löwe der Blutrache“.
Mit dem vierten Kapitel übernahm May wieder den Hausschatz-Text aus dem 24. Jahrgang des Blattes (1897/98), der dort unter dem Titel Im Reiche des silbernen Löwen – Am Turm zu Babel erschienen war. Mit diesem umfangreichen Text konnte er nun den ersten Band abschließen und den zweiten bis zur Seite 452 füllen. Die Fehsenfeld-Bände umfassten aber mehr als 600 Seiten. Also arbeitete May die Erzählung Die „Umm ed Dschamahl“, die er wiederum für den Regensburger Marienkalender geschrieben hatte, um und fügte das Ergebnis als sechstes Kapitel Ein Rätsel an. Damit erreicht der zweite Band des Silberlöwen die erforderliche Seitenzahl.

## Inhalt und Handlung

### Im Reiche des silbernen Löwen I
- Erstes Kapitel: Dschafar (S. 1–99)
- Zweites Kapitel: Am Makik-Natun (S. 100–266)
- Drittes Kapitel: Der „Löwe der Blutrache“ (S. 267–357)
- Viertes Kapitel: Auf dem Tigris (S. 358–489)
- Fünftes Kapitel: In Bagdad (S. 490–624)

Die Geschichte beginnt unmittelbar nach dem Tod Winnetous. Old Shatterhand – noch sehr mitgenommen – trifft auf seinem Weg zu den Apachen auf die Snuffles, ein Westmannszwillingspaar, das ihn nicht erkennt, ihm nicht glaubt und ihn sogar verspottet. Sie begegnen einem Mann, der ein prächtiges, persisch aufgezäumtes Pferd reitet. Der Mann gibt zu, dass er einem Überfall entkommen sei, bei dem der Besitzer des Pferdes von Comanchen unter Führung von To-kei-chun gefangen genommen worden sei.
Old Shatterhand gelingt es schließlich, Dschafar Mirza zu befreien, der in ihm Kara Ben Nemsi erkennt. Zum Dank für die Rettung schenkt Dschafar, hinter dem sich ein Geheimnis verbirgt, Old Shatterhand seinen kostbaren Dolch.
Es geht weiter im Orient: Kara Ben Nemsi überredet Hadschi Halef Omar, ihn nach Persien zu begleiten. Vorher unternehmen sie, begleitet von Halefs Sohn Kara, einen Ausflug in die Schammarberge, wo sie auf Scherarat-Beduinen treffen, die mit den Haddedihn eine Blutrache haben. Sie geraten in deren Hände. Ihnen ist der Tod in einer nächtlichen Geisterruine bestimmt. Man lässt ihnen ihre Gewehre, so dass Kara Ben Nemsi und der junge Kara ein Löwenpaar erlegen können. In dieser Nacht sind kurz vor der Erlegung der Löwen der Zauberer der Schererat und dessen Sohn, die den Protagonisten unversöhnlich feindlich gesinnt sind, Opfer dieser Raubtiere geworden. Die drei Helden dürfen zurückkehren und werden, besonders der junge Löwentöter, von den Haddedihn jubelnd empfangen.
Nun brechen Halef und Kara Ben Nemsi nach Persien auf. Sie treffen auf drei persische Männer, die offenbar zu einem Schmugglerbund, den Sillan, gehören. Der Anführer der Gruppe nennt sich Pädär-i-Baharat („Vater der Gewürze“) und droht Kara Ben Nemsi Rache an, als dieser einen Anschlag auf sich und Halef vereiteln kann. Die Peitsche Halefs züchtigt die drei Schmuggler und entstellt zudem das Gesicht des Oberganoven, was dessen Rachedurst noch steigert.
In Bagdad wohnen Kara Ben Nemsi und Halef bei dem türkischen Bimbaschi (Major) Dozorca, der polnischer Abstammung ist, und seinem wohlbeleibten Diener Kepek. Kara Ben Nemsi erfährt, dass der Pole seine gesamte Familie verloren hat, und dass er einst einer Schmugglerbande auf der Spur war, die ihr Quartier am Turm zu Babel hatte.

### Im Reiche des silbernen Löwen II
- Erstes Kapitel: Beim Turm von Babel (S. 1–117)
- Zweites Kapitel: Vor Gericht (S. 118–218)
- Drittes Kapitel: Osman Pascha (S. 219–302)
- Viertes Kapitel: Wieder im Turm (S. 303–369)
- Fünftes Kapitel: Frohe Heimkehr (S. 370–452)
- Sechstes Kapitel: Ein Rätsel (S. 453–628)

Kara Ben Nemsi und Halef sind auf dem Weg nach Babylon. In einem Gasthof entdecken sie zwei Männer, die die Ringe der Sillan tragen. Kara Ben Nemsi steckt einen der Ringe an, die er im vorigen Band dem Pädär und dessen Begleitern abgenommen hat, und spricht mit den Leuten, die ihn tatsächlich für den erwarteten Pädär-i-Baharat halten, und ihm erzählen, dass die Karawane eines persischen Kammerherrn überfallen werden soll.
Als in Hilleh ihre Pferde Assil Ben Rih und Barkh gestohlen werden sollen, wehren sich dieselben und die Diebe werden schwer verletzt. Der Wirt des Gasthofs will Kara Ben Nemsi und Halef festhalten, aber die beiden reiten einfach davon.
Am Turm zu Babel stoßen sie tatsächlich auf die Schmuggler, die die Todeskarawanen zum Schmuggel nutzen. Plötzlich trifft ein Trupp Soldaten ein, die der Wirt hinter ihnen her geschickt hat. Mit Hilfe seines Schutzbriefes kann Kara Ben Nemsi eine Verhaftung vermeiden, aber er stimmt zu, sich einem ordentlichen Gericht zu stellen. Die Gerichtsverhandlung ist eine Farce. Der Anführer der Schmuggler, der Säfir, ist der Ankläger – und Kara Ben Nemsi zieht es vor, den Ort ohne Umschweife zu verlassen. Als sich der Kammerherr, der überfallen werden soll, nicht warnen lassen will, drehen ihm Kara Ben Nemsi und Halef wieder den Rücken und kehren zum Turm zurück. Dort werden sie durch ein Missgeschick gefangen genommen und mitsamt dem überfallenen Kammerherrn eingesperrt.
Kara Ben Nemsi kann sich und den Kammerherrn befreien und reitet mit ihm wieder nach Hilleh, wo er mit Hilfe Osman Paschas den korrupten Richter und den Pädär verhaften lässt. Daraufhin kehrt er zu dem Turm zurück, schleicht sich wieder in seine Gefängniszelle, wo er – da seine Flucht nicht entdeckt worden ist – als scheinbar noch Gefangener auf den Säfir wartet. Als dieser erscheint, wird der Spieß umgedreht; der Säfir gefangen und alle Schätze besichtigt. In einem Versteck findet Kara Ben Nemsi ein Doppelporträt, das auf der einen Seite eine wunderschöne Frau, die Gul-i-Schiras, und auf der anderen seinen alten Bekannten Dschafar Mirza zeigt. Das Medaillon nimmt Kara Ben Nemsi an sich. Der alte Bimbaschi Dozorca, der das Schmugglerversteck zuerst entdeckt hatte, bekommt eine reiche Belohnung; der Säfir erhängt sich.
Das letzte Kapitel setzt wieder völlig neu ein: Halef will für Hanneh unbedingt die berühmte Salbe der Schönheit erwerben. Dazu müssen sie nach Kurdistan, nach Kirmanschah. Dort geraten sie wieder zwischen Streitigkeiten zwischen verschiedenen Kurdenstämmen und erfahren, dass eine Gefangene in einem Turm steckt. Mit Hilfe von Ingdscha und Madana, die sie dort unversehens treffen, gelingt ihnen die Befreiung der Gefangenen. Es ist Marah Durimeh, die Kara Ben Nemsi erneut ein Amulett gibt.

## Ausgaben

### Vorläufer
Hausschatz-Fassung:

- Im Reiche des silbernen Löwen. Erste Abtheilung. Die Rose von Schiras. Einleitung. (Nr. 22, Februar 1897 – Nr. 40, Juli 1897)
- Im Reiche des silbernen Löwen (Reiseerzählung von Karl May) (Nr. 7, November 1897 – Nr. 52, September 1898)

Einzelerzählungen:

- Scheba et Thar
- Ein Räthsel (eng mit Die „Umm ed Dschamahl“ verwandt)

### Spätere Ausgaben
Nach dem Tod Karl Mays 1912 wurden die Silberlöwe-Bände im neu gegründeten Karl-May-Verlag (KMV) vorerst unverändert weiter ediert. Ab 1922 erschien dann eine gekürzte Fassung des ersten Bandes mit neuer Kapiteleinteilung, die anderen Bände blieben bis auf Rechtschreibungsanpassung von Bearbeitungen verschont. Ein umfassendes Bearbeitungskonzept lag allerdings schon in den 1920er Jahren vor, kam aber erst nach dem Zweiten Weltkrieg zur Ausführung: Die beiden ersten Bände erhielten die Titel Der Löwe der Blutrache (in der österreichischen Lizenzausgabe „Im Banne der Rache“ mit teilweise anderem Text) und Bei den Trümmern von Babylon. Im Babylon-Band vereinigte der KMV die bisher auf beide Bände verteilte Haupthandlung, die von May eingestreuten Einzelerzählungen wurden im Blutrache-Band zusammengefasst. Band III und IV erhielten die Titel Im Reiche des silbernen Löwen und Das versteinerte Gebet sowie den Reihentitel Die Schatten des Ahriman. Diese Bearbeitung ist inzwischen weitgehend wieder auf das Originalkonzept zurückgeführt worden.

## Verfilmungen
Im Film Der Löwe von Babylon wird die Schmugglergeschichte um den Säfir und die Geschichte der Familie Dozorcas erzählt.
Der Film Im Reiche des silbernen Löwen hat nur den Titel mit dem Roman gemeinsam.

## Vertonungen
Sowohl Europa als auch Maritim haben Teile des Silberlöwen vertont, allerdings beide nur das erste Kapitel des ersten Bandes (Dschafar-Episode).
- alle Hörspiele, die auf dem Roman basieren

## Sonstiges
- Die 449 Manuskriptseiten lange Einleitung (Dschafar- oder To-kei-chun-Episode) in Im Reiche des silbernen Löwen I (Erster Teil: Die Rose von Schiras. Einleitung) wurde bereits im Jahre 1893 verfasst und lag vier Jahre in Karl Mays Schublade bzw. in der von Heinrich Keiter, dem Redakteur des Deutschen Hausschatzes.[2][3] Ursprünglich von Karl May als Schlusskapitel zu Winnetou III vorgesehen (daher auch trotz des orientalischen Titels im Wilden Westen spielend), hatte der Autor sich anders entschieden und das letzte Kapitel für die Winnetou-Trilogie völlig neu geschrieben.[4]
- Nach Mays Scheidung von seiner ersten Frau Emma (1903) nahm der Autor Korrekturen an Band I und II der Silberlöwen-Buchausgabe vor. May änderte den Namen der Ehefrau des Ich-Erzählers, der bisher Emmeh lautete, in Dschanneh (auf Seite 40 von Band II ist Emmeh versehentlich  viermal stehen geblieben).
- Heinz Grill schrieb eine Fortsetzung der Silberlöwenbände I und II unter dem Titel Die Schatten des Schah-in-Schah.